# Ilha Rahmaniyah
Ilha Rahmaniyah de Jazīrat ar Raḩmānīyah (árabe: جزيرة الرحمانية) é uma ilha no braço de Rosetta do rio Nilo no Egipto, no governadorado de Buaira. Ele está localizado ao sul da cidade de Desouk e ao norte de El Rahmaniya.